# Cuca Gamarra
María Concepción Gamarra Ruiz-Clavijo, detta Cuca (Logroño, 23 dicembre 1974), è una politica e avvocata spagnola, deputata alle Corti Generali dal 2019 e Segretario Generale del Partito Popolare dal 2022.